# بیت روئدی
بیت روئدی(انگلیسی: Beat Rüedi; ۱۹ فوریهٔ ۱۹۲۰ – ۲۹ اکتبر ۲۰۰۹) اسکی‌باز آلپاین، و بازیکن هاکی روی یخ و برندگان مدال‌های بازی‌های المپیک زمستانی ۱۹۴۸ اهل سوئیس بود.